# Gazzuolo

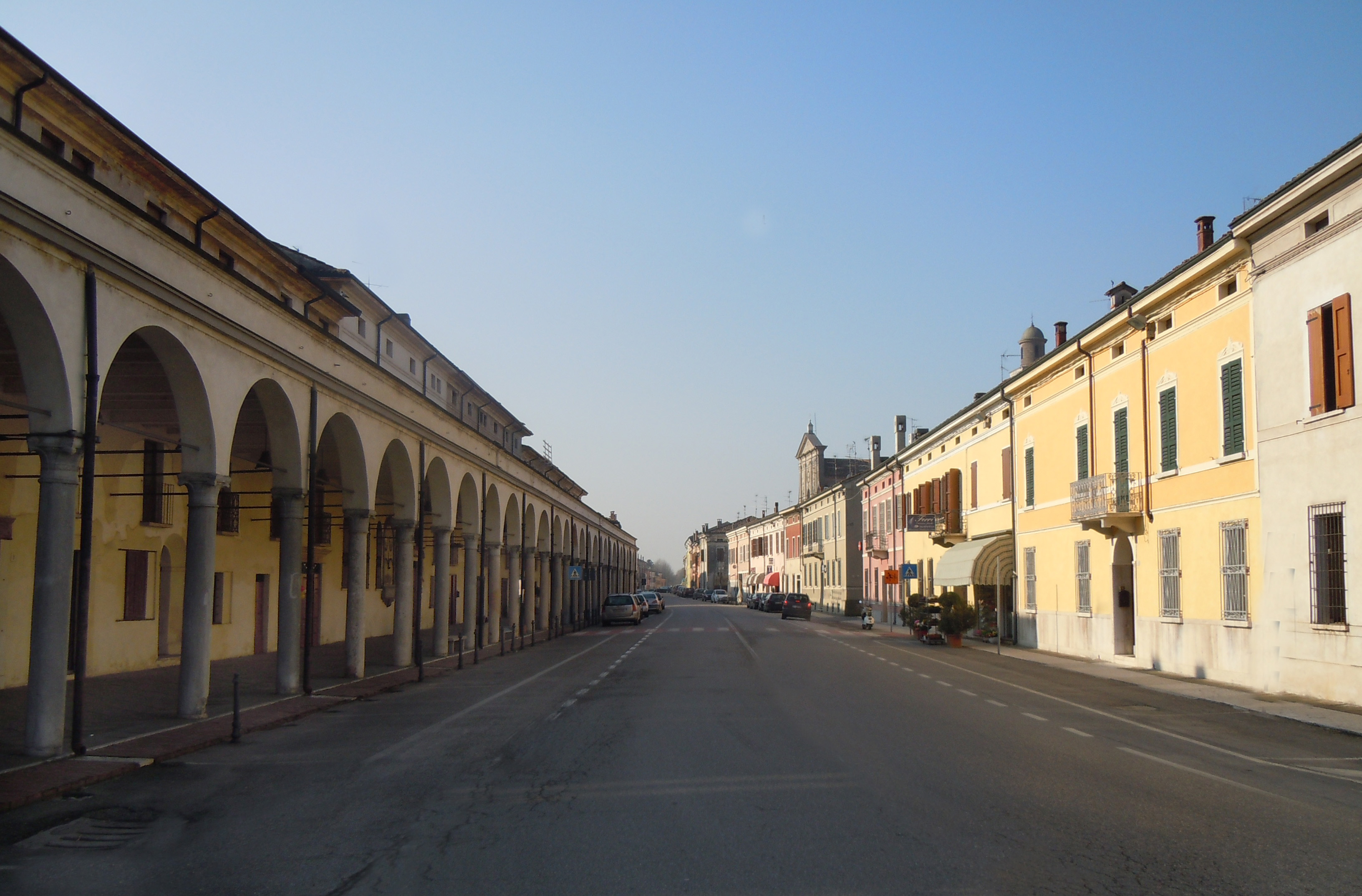
Straßenzug in Gazzuolo

Gazzuolo ist eine norditalienische Gemeinde (comune) mit 2092 Einwohnern (Stand 31. Dezember 2023) in der Provinz Mantua in der Lombardei. Die Gemeinde liegt etwa 19,5 Kilometer südwestlich von Mantua am Oglio und im Parco dell'Oglio Sud. Gazzuolo grenzt unmittelbar an die Provinz Cremona.

## Geschichte
Die Familie Gonzaga hatte hier einen Palast.

## Persönlichkeiten
- Pier Jacopo Alari Bonacolsi (1460–1528), Bildhauer
- Giulia Gonzaga (um 1513–1566), Adelige
- Annibale Francesco Gonzaga (1546–1620), Franziskaner, Bischof von Cefalù 1587–1593, Bischof von Pavia 1593, Bischof von Mantua 1593–1620
- Paolo Giacometti (1816–1882), Dichter und Dramaturg
- Giuseppe Azzini (1891–1925), Radrennfahrer
- Renzo Zanazzi (1924–2014), Radrennfahrer

## Verkehr
Durch die Gemeinde führt die Strada Statale 420 Sabbionetana von Mantua nach Casalmaggiore.